# Kyūkai Dōchūki
Kyūkai Dōchūki (球界道中記?, lit. Baseball World Traveler's Journal) è un videogioco arcade di baseball pubblicato da Namco nel 1990 esclusivamente per il Giappone. È uno spin-off di Shadow Land (conosciuto come Yōkai Dōchūki in Giappone). 
Il 12 luglio 1991 è stata pubblicata una versione per Sega Mega Drive.